# Mocné číslo
Mocné číslo je takové přirozené číslo m, které pokud je dělitelné nějakým prvočíslem p, pak je také dělitelné p2. Mocné číslo je výsledkem součinu m = a2b3, kde a a b jsou kladná celá čísla. Tematikou mocných čísel se zabývali matematici Paul Erdős, George Szekeres a Solomon W. Golomb, kteří je také pojmenovali jako mocná.
Mocná čísla od jedné do tisíce:
1, 4, 8, 9, 16, 25, 27, 32, 36, 49, 64, 72, 81, 100, 108, 121, 125, 128, 144, 169, 196, 200, 216, 225, 243, 256, 288, 289, 324, 343, 361, 392, 400, 432, 441, 484, 500, 512, 529, 576, 625, 648, 675, 676, 729, 784, 800, 841, 864, 900, 961, 968, 972, 1000 .

## Definice
Jestliže m = a2b3 a jakékoliv prvočíslo v prvočíselném rozkladu čísla a se nachází též v prvočíselném rozkladu čísla m s exponentem větším než dva a jakékoliv prvočíslo z prvočíselného rozkladu čísla b se též nachází v prvočíselném rozkladu čísla m s exponentem větším než tři pak m je mocné.
V opačném směru lze předpokládat že m je mocné, pokud je rozklad lze rozepsat následujícím způsobem:
{\displaystyle m=\prod p_{i}^{\alpha _{i}},}
kde αi ≥ 2. Definujme si číslo γi, které bude tři pokud je αi liché, nebo nula pokud sudé, dále definujme βi = αi - γi. Pokud jsou všechny hodnoty βi jsou nezáporná lichá čísla a všechny hodnoty γi jsou buď nulové nebo tři, pak:
{\displaystyle m=(\prod p_{i}^{\beta _{i}})(\prod p_{i}^{\gamma _{i}})=(\prod p_{i}^{\beta _{i}/2})^{2}(\prod p_{i}^{\gamma _{i}/3})^{3}}
platí že m lze zapsat jakou součin m = a2b3.
Neformálně s ohledem na prvočíselný rozklad m, kde b je součin prvočísel z prvočíselného rozkladu m a má lichý exponent, protože m je mocné, pak každé prvočíslo s lichým exponentem má exponent minimálně tři, takže m/b3 je celé číslo. Jelikož m/b3 má sudý exponent, pak m/b3 je čtverec, tedy číslo a2, kde m = a2b3. Příklad:

{\displaystyle m=21600=2^{5}\times 3^{3}\times 5^{2}\,,}
{\displaystyle b=2\times 3=6\,,}
{\displaystyle a={\sqrt {\frac {m}{b^{3}}}}={\sqrt {2^{2}\times 5^{2}}}=10\,,}
{\displaystyle m=a^{2}b^{3}=10^{2}\times 6^{3}\,.}
Reprezentace čísla m podávaná tímto způsobem má tu vlastnost, že b je bezčtvercové celé číslo.

## Matematické vlastnosti
Součet převrácených hodnot mocných čísel konverguje:
{\displaystyle \prod _{p}\left(1+{\frac {1}{p(p-1)}}\right)={\frac {\zeta (2)\zeta (3)}{\zeta (6)}}={\frac {315}{2\pi ^{4}}}\zeta (3),}
kde p "běží" přes všechna prvočísla, ζ(s) označuje Riemannovu funkci zeta a ζ(3) je Apéryho konstanta (Golomb, 1970).
Nechť k(x) značí počet mocných čísel na intervalu [1,x], pak k(x) je úměrný druhé mocnině x.
Přesněji:
{\displaystyle cx^{1/2}-3x^{1/3}\leq k(x)\leq cx^{1/2},c=\zeta (3/2)/\zeta (3)=2.173\cdots }
(Golomb, 1970).
Posloupnost po sobě jdoucích dvojic mocných čísel je dána . Dvě nejmenší po sobě jdoucí mocná čísla jsou 8 a 9, proto Pellova rovnice x2 − 8y2 = 1 má nekonečně mnoho integrálních řešení, tam kde je nekonečně mnoho dvojic po sobě jdoucích mocných čísel (Golomb, 1970). Obecně je možné najít dvojice po sobě jdoucích mocných čísel řešících Pellovu rovnici: x2 − ny2 = ±1 pro každou druhou mocninu n. Platí ovšem, že v takto vzniklém páru musí být jedno ze dvou mocných čísel čtverec. Erdős jednou položil otázku: zda existuje nekonečně mnoho dvojic mocných čísel jako jsou (233, 2332132) přičemž ani jedno číslo v páru není čtverec. Jaroslaw Wroblewski prokázal, že skutečně existuje nekonečně mnoho takových párů, protože: 33c2+1=73d2 má nekonečně mnoho řešení. Na závěr věta: Neexistují žádná tři po sobě jdoucí mocná čísla.

## Součty a rozdíly mocných čísel
Jakékoliv liché číslo je rozdílem dvou po sobě následujících čtverců: (k + 1)2 = k2 + 2k +12, takže (k + 1)2 - k2 = 2k + 1. Nicméně sudé číslo, které je dělitelné dvěma, ale ne čtyřmi, nelze též pomocí rozdílu čtverců vyjádřit. Takže pokud si položíme otázku: Lze najít sudá čísla, která lze zapsat jako rozdíl mocných čísel? Golomb sestavil některé reprezentace tohoto typu:
2 = 33 − 52
10 = 133 − 37
18 = 192 − 73 = 32(33 − 52).
Takto vzniká domněnka, že číslo 6 nelze takto reprezentovat, stejně jako se Golomb se domníval, že existuje nekonečně mnoho celých čísel, které nelze zapsat jako rozdíl dvou po sobě jdoucích mocných čísel. Následně Narkiewicz ukázal, že číslo 6 lze vyjádřit nekonečně mnoha obdobnými způsoby:
6 = 5473 − 4632,
následně McDaniel ukázal, že každé celé číslo má nekonečně mnoho takových reprezentací (McDaniel, 1982).
Paul Erdős se domníval, že každé větší číslo je součtem nejvýše tří mocných čísel, což prokázal Roger Heath-Brown (1987).

## Shrnutí
Pokud uvažujeme celá čísla a všechny jejich prvočíselné rozklady s exponentem alespoň k. Pak takové číslo nazývám k-mocné číslo:
(2k+1 − 1)k,  2k(2k+1 − 1)k,   (2k+1 − 1)k+1
jsou k-mocná čísla v aritmetické posloupnosti. Kromě toho, jestliže a1, a2, ..., as jsou k-mocná čísla v aritmetické posloupnosti s diferencí d, pak
a1(as + d)k,  
a2(as + d)k, ..., as(as + d)k, (as + d)k+1
jsou s + 1 k-mocná čísla v aritmetické posloupnosti.
Máme zde tedy identitu zahrnující k-mocná čísla:
ak(al + ... + 1)k + ak + 1(al + ... + 1)k + ... + ak + l(al + ... + 1)k = ak(al + ... +1)k+1.
To dává nekonečně mnoho l+1-tic k-mocných čísel jejichž součet je také k-mocný. Nitaj ukázal, že existuje nekonečně mnoho řešení rovnice x+y=z. Například:
X = 9712247684771506604963490444281, Y = 32295800804958334401937923416351, Z = 27474621855216870941749052236511
je řešení rovnice 32X3 + 49Y3 = 81Z3. My můžeme dosáhnout mnoha řešení pomocí konstrukce: X′ = X(49Y3 + 81Z3), Y′ = −Y(32X3 + 81Z3), Z′ = Z(32X3 − 49Y3) a vynecháním společného dělitele.